# Albert Memmi

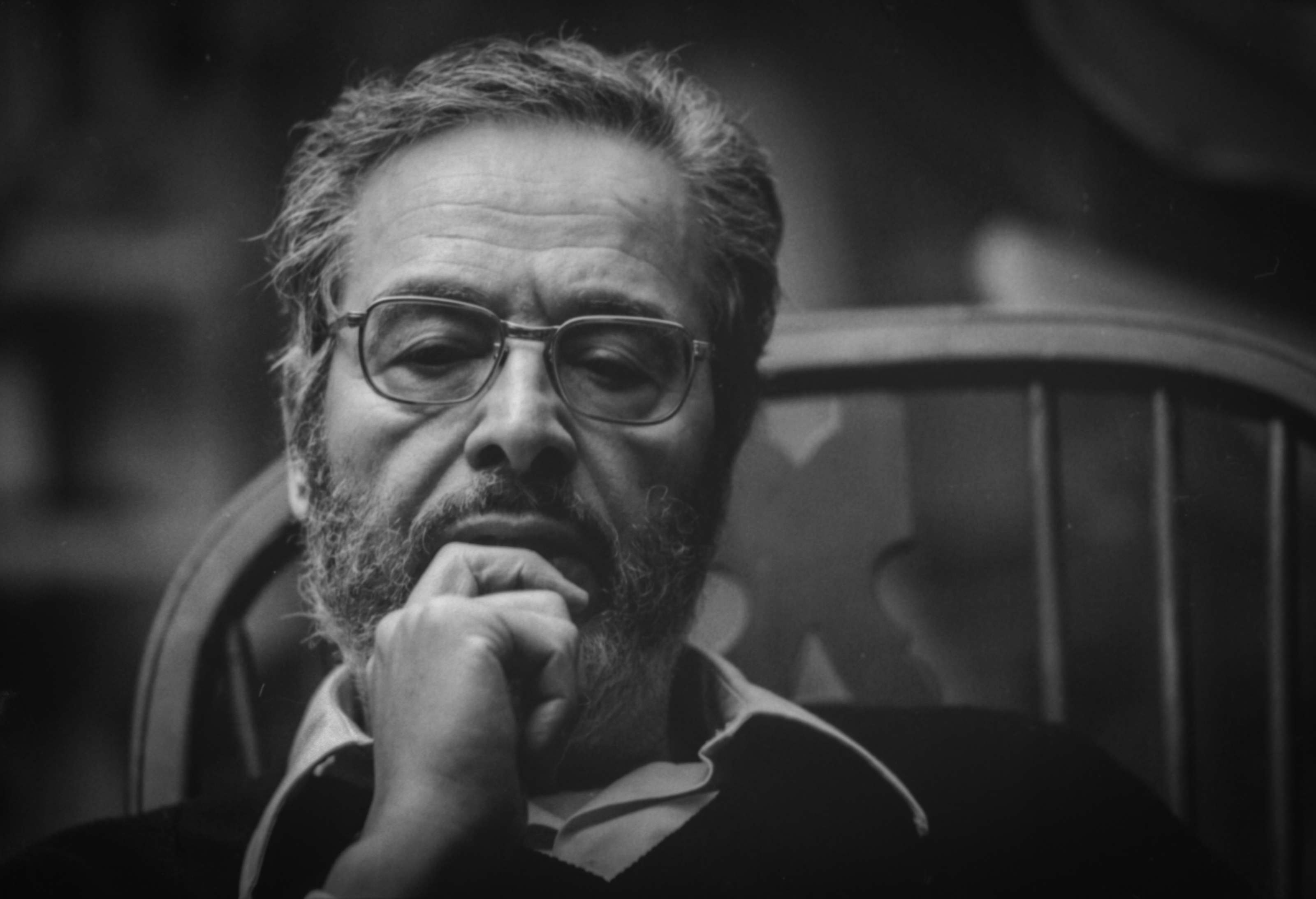
Albert Memmi (1982)

Albert Memmi (* 15. Dezember 1920 in Tunis, Französisches Protektorat Tunesien; † 22. Mai 2020 in Paris) war ein tunesisch-französischer Schriftsteller und Soziologe, der in mehr als 20 Büchern Dekolonisation, Rassismus, jüdische Identität und Emigration untersuchte sowie das Lebensgefühl der Entfremdung und Entwurzelung zur Sprache brachte.

## Leben und Werk
Der Sohn jüdischer Eltern wuchs unter den Verhältnissen der französischen Kolonialherrschaft in Tunis auf. Die Familie lebte am Rand des jüdischen Viertels La Hara in Tunis, wo es günstige Voraussetzungen für den Handwerksbetrieb seines Vaters gab. Dieser Stadtteil versank zunehmend in den sich ausbreitenden Slumverhältnissen; trotz Sanierungsversuchen wurde er nach dem Zweiten Weltkrieg abgerissen. Seine Mutter entstammte einer Berberfamilie und sprach Judäo-Arabisch, blieb jedoch zeitlebens Analphabetin. Der Vater, ein Sattler italienischer Abstammung, der mit seinem italienischen Gesellen Lederartikel für maltesische Kutscher und Fuhrleute aus Gabès herstellte, sprach den tunesischen Dialekt des Arabischen, Maltesisch und Italienisch.
Memmi erlebte seine ersten Schuljahre ab 1924 an einer tunesisch-jüdischen Schule und konnte erst im Alter von sieben Jahren zur französisch geführten Grundschule der Alliance Israélite Universelle wechseln. Durch ein 1932 erhaltenes Stipendium der jüdischen Gemeinde gelang es ihm, die Schulzeit am Lycée Carnot in Tunis fortzusetzen. Im Jahre 1939 beendete er diese Ausbildung mit dem Baccalauréat und einem Abschluss im Fach Philosophie. In seiner Freizeit fand Memmi Anschluss in der zionistischen Jugendorganisation Hashomer Hatzair und in sozialistisch orientierten Gruppierungen. Im Lyzeum hatte man ihm ein schriftliches Bekenntnis zum Vichy-Regime abgefordert, das er jedoch verweigerte. Nach diesem ersten politischen Konflikt schrieb er sich an der Universität Algier im benachbarten Algerien ein. Während seiner Studienzeit begann er zu schreiben und publizierte in tunesischen Zeitungen. Im Jahre 1942 trafen ihn während der deutschen Besetzung Nordafrikas antijüdische Repressionen, in deren Folge er von der Universität verwiesen und in ein Internierungs- und Arbeitslager eingewiesen wurde. Im Bewusstsein des politisch aufmerksamen jungen Mannes entwickelte sich die Erkenntnis, dass sein Lebensweg als Abkömmling einer jüdischen Familie der unteren sozialen Schicht schwierig werden könne, zudem ihm unter den Verhältnissen des Vichy-Regimes kaum Entwicklungschancen offen stehen würden.
Nach Ende des Krieges ging er 1946 für ein Philosophiestudium an die Sorbonne nach Paris und erwarb eine Agrégation de philosophie, die ihm einen weiteren akademischen Weg eröffnete. Während des Studiums traf er auf den Leiter des französischen Fachbereichs an der Hebräischen Universität Jerusalem, der ihn für eine wissenschaftliche Stellung gewinnen wollte. Diese Pläne scheiterten schließlich an Meinungsverschiedenheiten zwischen ihnen. Von den damaligen gesellschaftlichen Verhältnissen in Frankreich zeigte er sich tief enttäuscht. Im Jahre 1951 heiratete er eine Französin aus Lothringen. Ihre unterschiedliche Sozialisation gestaltete die gemeinsame Beziehung schwierig. Beide verließen 1955 Frankreich und zogen nach Tunis. Dort nahm er eine Stelle als Lehrer am Lycée Carnot an. In den 1950er Jahren beteiligte sich Memmi an den Aktivitäten der Unabhängigkeitsbewegung Tunesiens.  Während dieser Zeit gründete er mit Béchi Ben Yahmed und Ben Smaïl eine seit April 1955 erscheinende Wochenzeitung mit dem Namen L’Action  (1960–1961 als Afrique-Action und danach als Jeune Afrique fortgeführt). Im Jahre 1956, als Tunesien unabhängig wurde, verließ er wegen der zunehmend einseitig arabisch orientierten kulturellen Ausrichtung sein Heimatland und wandte sich wieder nach Frankreich, wo er 1967 die französische Staatsbürgerschaft annahm. Unter seinen Weggefährten kam es deswegen zu kritischen Reflexionen.
Seine eigenen Erfahrungen mit Armut und Ausgrenzung verarbeitete er schriftstellerisch in dem autobiografischen Roman Die Salzsäule, der 1953 erschien und zu einem in viele Sprachen übersetzten Klassiker der französischen Nachkriegsliteratur wurde. Für die Neue Zürcher Zeitung ist dieser Roman ein „kathartischer Rückblick auf Kindheit und Jugend eines arabischen Juden, der sich bei seiner Identitätssuche zwischen orientalischen Wurzeln und westlicher Aufklärung hin und her gerissen fühlt.“ – Der ebenfalls bekannte Roman Die Fremde ist die literarisch verarbeitete Geschichte der ersten Jahre seiner Ehe mit einer Französin, die an den kulturellen Gegensätzen einer binationalen Partnerschaft zu zerbrechen drohte. Ein Klassiker der Kolonialismuskritik wurde auch der Essay Der Kolonisator und der Kolonisierte (französisches Original 1957, deutsche Übersetzung 1980).
Albert Memmi hat sich als Soziologe mit dem Thema Rassismus auch wissenschaftlich beschäftigt und eine Definition gegeben, die von wichtigen Nachschlagewerken wie der „Encyclopædia Universalis“ übernommen worden ist. Zitat:

„Rassismus erfüllt eine bestimmte Funktion. (…) Der Rassismus ist die verallgemeinerte und verabsolutierte Wertung tatsächlicher oder fiktiver biologischer Unterschiede zum Nutzen des Anklägers und zum Schaden seines Opfers, mit der eine Aggression gerechtfertigt werden soll.“

Sie ist in der inzwischen leicht modifizierten Fassung vielfach verbreitet, wird aber auch alternativ diskutiert:

„Der Rassismus ist die verallgemeinerte und verabsolutierte Wertung tatsächlicher oder fiktiver Unterschiede zum Nutzen des Anklägers und zum Schaden seines Opfers, mit der seine Privilegien oder seine Aggressionen gerechtfertigt werden sollen.“

Sein 2004 erschienenes Spätwerk Portrait du décolonisé arabo-musulman et de quelques autres ist eine kritische Auseinandersetzung mit den Einwanderern in Frankreich und den politischen Entwicklungen in seinen früheren Kolonien. Es wirft vielen Einwanderern arabisch-muslimischer Herkunft Gewaltbereitschaft und das Verharren in einer selbstverschuldeten Unmündigkeit vor. Das Buch fand große Aufmerksamkeit in den Medien und führte zu einer teilweise hitzigen Debatte. Viele Menschen aus SOS Racisme und der Bewegung MRAP, der 1949 gegründeten Initiative gegen Rassismus in Frankreich, empfanden das Buch als Beschimpfung und Abkehr von dem, was Memmi selbst jahrzehntelang vertreten und unterstützt hatte.
Für sein literarisches und wissenschaftliches Werk erhielt Albert Memmi zahlreiche Preise, darunter den Grand prix de la francophonie (2004). Er starb im Mai 2020 im Alter von 99 Jahren in Paris.

## Werke (Auswahl)
- Les hypothèses infinies. Journal 1836-1962,  herausgegeben und mit Anmerkungen versehen von  Guy Dugas, Centre national de la recherche scientifique, Sammlung Planète libre, 2021, ISBN 978-2-271-13593-3[12]
- La libération du Juif. Éditions Gallimard, Paris 2011[13]
- Portrait du décolonisé arabo-musulman et de quelques autres. Éditions Gallimard, Paris 2004[8]
- Agar, Corréa, Paris 1955
  - deutsch: Die Fremde. Roman, übersetzt von Barbara Rösner-Brauch. Verlag Donata Kinzelbach, Mainz 1991, häufige Neuauflagen
- Le pharaon, Juillard, Paris 1988
  - deutsch: Der Pharao. Roman, übersetzt von Una Pfau, Beck- und Glückler Verlag, Freiburg 1990.[14]
- Le racisme. Description, définition, traitement Gallimard, Paris 1982
  - deutsch: Rassismus, übersetzt von Udo Rennert, Athenäum Verlag, Frankfurt a. M. 1987 (deutsche Erstausgabe)[15]
- Portrait du colonisé. Précédé du Portrait du colonisateur, Buchet/Chastel, Paris 1957
  - deutsch: Der Kolonisator und der Kolonisierte: zwei Porträts. Mit einem Vorw. von Jean-Paul Sartre und einem Nachwort des Autors zur deutschen Ausgabe, übersetzt von Udo Rennert, Syndikat Verlag, Frankfurt/M. 1980 (französisches Original: )[16]
- Juifs et Arabes. Éditions Gallimard, Paris 1974 (Collection Idées; 320)[17]
- Die Salzsäule. Roman. Kiepenheuer & Witsch, Köln, Berlin 1963, 1. Aufl. (deutsche Erstausgabe, Übersetzung Gerhard M. Neumann, französisches Original: La Statue de sel 1953)[18]
- Portrait du colonisé; précédé du portrait du colonisateur. Corrêa: Buchet/Chastel, Paris 1957[19]

## Auszeichnungen
- Prix de Carthage (Tunis)[20]
- Prix Fénéon (Paris)[20]
- Prix Simba (Rom)[20]
- 2004: Grand Prix de la Francophonie de l’Académie Française